# Apataniana tschuktschorum
Apataniana tschuktschorum là một loài Trichoptera trong họ Apataniidae. Chúng phân bố ở miền Cổ bắc.